# Ivan Drago
Ivan Drago (ruski: Иван Драго; tumači ga Dolph Lundgren), fiktivni amaterski je boksač i zlatni Olimpijac iz Sovjetskog Saveza sa snagom udarca preko 14 MPa. Iako je u ringu uspio ubiti dugogodišnjeg prijatelja i trenera Rockyja Balboe, Apolla Creeda, nije uspio pobijediti Rockyja.
Sovjetski Savez bio je iznimno ponosan Dragovim vještinama, no, Drago se time nikada nije hvalio. Njegova supruga, Ludmilla Drago, uvijek je govorila u njegovo ime. Nadjenuto mu je nekoliko nadimaka poput The Siberian Bull, The Siberian Express, te Death from Above, zbog Dragove superiorne visine u meču u kojemu je ubio Apolla Creeda.

## Životopis
Drago je trenirao pod vodstvom najboljih trenera u Sovjetskom Savezu. Koristeći naprednu tehnologiju, pa čak i steroide, Sovjetski Savez htio je pokazati da mogu stvoriti superiornog sportaša. Drago je ima vlastitu dvoranu za treniranje, s nekoliko različitih vrsta strojeva, gdje je naporno vježbao po strogom režimu koji ga je tjerao do samih granica izdržljivosti.

### Boksanje
Uvježban u Rusiji, pobijedio je svakog boksača u Sovjetskom Savezu. Oženio se za Ludmillu Drago, no, nije poznato kada. Njegova žena bila je zlatna Olimpijka u plivanju. S omjerom pobjeda i poraza 100 - 0, njegovi treneri bili su uvjereni da može pobijediti bilo kojega boksača na svijetu.
Ruska delegacija, zajedno s Dragom, stigla je u Sjedinjene Američke Države i zatražila meč protiv službeno najboljeg boksača na svijetu i svjetskog prvaka u teškoj kategoriji, Rockyja Balboe. Nakon intervjua s američkim novinarima, Sovjetski Savez službeno je odlučio ući u svijet profesionalnog boksa.
Razbješnjen njihovom arogantnošću, 42-godišnji Apollo Creed,  umirovljen već pet godina, zahtjeva da prije borbe s Rockyjem, Ivan Drago odradi egzibicijski meč s njime. Unatoč protivljenju, Rocky pristaje biti trener Apollu. Drago (22-godišnjak) bio je toliko snažniji od Creeda da ga je ubio u ringu, udarcem u glavu u drugoj rundi. Želeći osvetiti Creedovu smrt, Rocky pristaje na meč s Dragom u Moskvi, 25. prosinca. Meč nije bio odobren od strane World Boxing Councila, te nije bio za naslov. 
Iako je meč počeo Dragovom dominacijom, naposljetku je završio Rockyjevom pobjedom knockoutom. To je bio Dragov posljednji profesionalni meč.

### Osobnost
Nasuprot Rockyjevu protivniku iz prošloga nastavka, Clubbera Langa, Ivan Drago je čovjek od malo riječi. U filmu, umjesto njega govori njegova žena, Ludmilla. Vrlo je hladnokrvna osoba što je prikazano njegovim riječima "If he dies, he dies." ("Ako umre, umrijet će."). Također, Drago je zapamćen po rečenici "I must break you." ("Moram te slomiti."), koju je uputio Rockyju prije početka meča u Rusiji. Drago se bori za svoju domovinu, ali na kraju, izbaci svoga trenera iz ringa nakon što ga je ovaj uvrijedio, te izjavi da se bori samo za sebe.
Njegovi treneri bili su Manuel Vega i Sergei Rimsky. Dok ga je Vega fizički trenirao, Rimsky je preuzeo ulogu glasnogovornika.
Kroz film je jako malo govorio, ovo su sve rečenice koje je izgovorio:
- [Apollu], "You will lose." ("Izgubit ćeš")
- [Tijekom govora], "I cannot be defeated" "I defeat all man." (cut) "Soon... I defeat real Champion." (cut) "If he dies, he dies." ("Ja ne mogu biti poražen." "Ja porazim svakoga." "Uskoro, pobijedit ću pravog šampiona." "Ako umre, umrijet će")
- [Rockyju], "I must break you." ("Moram te slomiti.")
- [Rockyju], "To the end." ("Do kraja.")

Govorio je i ruski dva puta: (ne važeći kratke fraze, npr. "привет" ili "давай"):
- [Njegovom treneru u Rusiji], "Он не человек, он как кусок железа." ("On nije čovjek, on je kao komad metala.")
- [Njegovom doušniku i sovjetskom Politbiru], "Я бьюсь за победу! Для себя! Для себя!" ("Borim se za pobjedu, za sebe, za sebe!")

## Izvan filma
Ivan Drago pojavio se kao igrivi lik u nekoliko videoigara.

### Ivan Drago: Justice Enforcer
Ivan Drago:Justice Enforcer neslužbena je videoigra izrađena u Flashu. Igra prati događaje nakon filma Rocky IV. Nakon dvoboja, Drago je bio zatvoren u sovjetskom veleposlanstvu. Gorbačev, svjestan Dragove snage, nastavio je trenirati Draga na različite načine. Napokon, godinama kasnije, Drago biva pušten na slobodu kao borac protiv kriminala na ulicama, gdje se mora boriti protiv raznih protivnika kao što su Sporto McJockitch, Stabby Jenkins, Segway Jerkwad, Mafioso Alfredo, Herbert the Dinosaur. Naposljetku ulazi u boksački ring gdje se bori protiv uskrsnulog Apolla Creeda i Rockyja Balboe.

### Ostale igre
Ivan Drago se pojavljuje kao igrivi lik u sljedećim igrama: 
- Rocky (1987.) - SMS
- Rocky (2002.) - PS2, XBOX, GC, GBA
- Rocky Legends (2004.) - PS2, XBOX
- Rocky Boxing (2004.) - za mobitele
- Rocky Balboa (2006.) - PSP

## Zanimljivosti
- Snaga Dragova udarca, 2000 psi, jača je od snage pri udaru pucnja sačmaricom iz blizine.
- Rečenica "I must break you." postala je toliko popularna da je proizvedena majica s likom Ivana Draga, te dotičnom rečenicom ispisanom ispod slike.

## Vanjske poveznice
- Ivan Drago na Rocky Wiki